# Bound for Glory Series (2012)

La Bound for Glory Series 2012 est la deuxième édition des Bound for Glory Series organisée pendant les quatre mois qui précèdent Bound for Glory (2012) pour désigner un aspirant pour le titre de Championnat du Monde poids-lourds de la TNA. Elle a débuté lors de l'édition d'Impact Wrestling d'après Slammiversary X donc le jeudi 14 juin 2012. Les participants de cette saison sont : AJ Styles, Bully Ray, Christopher Daniels, James Storm, Jeff Hardy, Kurt Angle, Magnus, Mr Anderson, Rob Van Dam, Robbie E, Samoa Joe et The Pope.

## Règles
Gagner le plus de point système :
- Victoire par soumission = 10 points

- Victoire par tombé = 7 points

- Victoire par décomptes = 5 points

- Victoire par disqualification = 3 points

- Draw = 2 points

- Disqualification = -10 points

## Détails du tournoi
| # de match | Date | Matchs          | Évènement                            | Nombre de point gagné |
| ---------- | --- | --------------- | ------------------------------------ | --------------------- |
| 1          | James Storm bat tous les autres participants du BFG Series exceptés Mr Anderson dans Over The Top Rope Guantlet Match | 14 juin 2012    | Impact Wrestling                     | 20 pts                |
| 2          | Mr Anderson bat Christopher Daniels par tombé dans un match simple                                                    | 21 juin 2012    | Impact Wrestling                     | 7 pts                 |
| 3          | Kurt Angle bat Robbie E par soumission dans un match simple                                                           | 21 juin 2012    | Impact Wrestling                     | 10 pts                |
| 4          | Magnus bat AJ Styles par tombé dans un match simple                                                                   | 21 juin 2012    | Impact Wrestling                     | 7 pts                 |
| 5          | James Storm bat Samoa Joe par tombé dans un match simple                                                              | 21 juin 2012    | Impact Wrestling                     | 7 pts                 |
| 6          | The Pope bat Bully Ray par tombé dans un match simple                                                                 | 21 juin 2012    | Impact Wrestling                     | 7 pts                 |
| 7          | Jeff Hardy bat Rob Van Dam par tombé dans un match simple                                                             | 21 juin 2012    | Impact Wrestling                     | 7 pts                 |
| 8          | James Storm bat Robbie E par tombé dans un match simple                                                               | 22 juin 2012    | House Show Buffalo                   | 7 pts                 |
| 9          | Samoa Joe bat Mr Anderson par tombé dans un match simple                                                              | 22 juin 2012    | House Show Buffalo                   | 7 pts                 |
| 10         | Christopher Daniels bat Kurt Angle par décompte extérieur dans un match simple                                        | 23 juin 2012    | House Show Oshawa                    | 5 pts                 |
| 11         | Samoa Joe bat Robbie E par soumission dans un match simple                                                            | 23 juin 2012    | House Show Oshawa                    | 10 pts                |
| 12         | James Storm et Mr Anderson ont fait match nul dans un match simple                                                    | 24 juin 2012    | House Show Hamilton                  | 2 pts chacun          |
| 13         | RVD bat Mr Anderson par tombé dans un match simple                                                                    | 28 juin 2012    | Impact Wrestling                     | 7 pts                 |
| 14         | Samoa Joe bat Bully Ray par soumission dans un match simple                                                           | 28 juin 2012    | Impact Wrestling                     | 10 pts                |
| 15         | Magnus bat The Pope par tombé dans un match simple                                                                    | 4 juillet 2012  | Xplosion                             | 7 pts                 |
| 16         | Jeff Hardy bat James Storm par tombé dans un match simple                                                             | 5 juillet 2012  | Impact Wrestling                     | 7 pts                 |
| 17         | Jeff Hardy bat Chris Daniels par tombé dans un match simple                                                           | 6 juillet 2012  | House Show Charleston                | 7 pts                 |
| 18         | Kurt Angle bat The Pope par soumission dans un match simple                                                           | 6 juillet 2012  | House Show Charleston                | 10 pts                |
| 19         | Samoa Joe bat Kurt Angle par soumission dans un match simple                                                          | 8 juillet 2012  | Destination X 2012                   | 10 pts                |
| 20         | AJ Styles bat Robbie E par tombé dans un match simple                                                                 | 11 juillet 2012 | Xplosion                             | 7 pts                 |
| 21         | RVD bat Samoa Joe par tombé dans un match simple                                                                      | 12 juillet 2012 | Impact Wrestling                     | 7 pts                 |
| 22         | Kurt Angle bat Mr Anderson par tombé dans un match simple                                                             | 12 juillet 2012 | Impact Wrestling                     | 7 pts                 |
| 23         | Mr Anderson bat The Pope par tombé dans un match simple                                                               | 14 juillet 2012 | House Show Memphs                    | 7 pts                 |
| 24         | James Storm bat Magnus par tombé dans un match simple                                                                 | 14 juillet 2012 | House Show Memphs                    | 7 pts                 |
| 25         | Chris Daniels bat Magnus par tombé dans un match simple                                                               | 18 juillet 2012 | Xplosion                             | 7 pts                 |
| 26         | Samoa Joe bat The Pope par soumission dans un match simple                                                            | 19 juillet 2012 | Impact Wrestling                     | 10 pts                |
| 27         | Robbie E bat Jeff Hardy par DE dans un match simple                                                                   | 19 juillet 2012 | Impact Wrestling                     | 5 pts                 |
| 28         | Mr Anderson bat AJ Styles par tombé dans un match simple                                                              | 19 juillet 2012 | Impact Wrestling                     | 7 pts                 |
| 29         | Chris Daniels bat RVD par tombé dans un match simple                                                                  | 19 juillet 2012 | Impact Wrestling                     | 7 pts                 |
| 30         | Bully Ray bat Magnus par tombé dans un match simple                                                                   | 19 juillet 2012 | Impact Wrestling                     | 7 pts                 |
| 31         | RVD bat Robbie E par tombé dans un match simple                                                                       | 20 juillet 2012 | House Show Aberdeen (Maryland)       | 7 pts                 |
| 32         | Jeff Hardy bat Mr Anderson par tombé dans un match simple                                                             | 20 juillet 2012 | House Show Aberdeen (Maryland)       | 7 pts                 |
| 33         | Mr Anderson bat Robbie E par tombé dans un match simple                                                               | 21 juillet 2012 | House Show Brooklyn                  | 7 pts                 |
| 34         | AJ Styles bat Jeff Hardy par tombé dans un match simple                                                               | 21 juillet 2012 | House Show Brooklyn                  | 7 pts                 |
| 35         | Chris Daniels bat Robbie E par tombé dans un match simple                                                             | 25 juillet 2012 | Xplosion                             | 7 pts                 |
| 36         | AJ Styles et James Storm ont fait match nul dans un match simple                                                      | 26 juillet 2012 | Impact Wrestling                     | 2 pts chacun          |
| 37         | Kurt Angle bat Bully Ray par tombé dans un match simple                                                               | 26 juillet 2012 | Impact Wrestling                     | 7 pts                 |
| 38         | Magnus bat Jeff Hardy par tombé dans un match simple                                                                  | 27 juillet 2012 | House Show Dayton                    | 7 pts                 |
| 39         | Rob van Dam bat Kurt Angle par tombé dans un match simple                                                             | 27 juillet 2012 | House Show Dayton                    | 7 pts                 |
| 40         | Kurt Angle bat Magnus par tombé dans un match simple                                                                  | 28 juillet 2012 | House Show Washington (Pennsylvanie) | 7 pts                 |
| 41         | Mr Anderson bat Magnus par soumission dans un match simple                                                            | 29 juillet 2012 | House show Akron                     | 10 pts                |
| 42         | Bully Ray bat Christopher Daniels par tombé dans un match simple                                                      | 1er août 2012   | Xplosion                             | 7 pts                 |
| 43         | Bully Ray bat Robbie E par tombé dans un match simple                                                                 | 2 août 2012     | Impact Wrestling                     | 7 pts                 |
| 44         | James Storm bat Kurt Angle par tombé dans un match simple                                                             | 2 août 2012     | Impact Wrestling                     | 7 pts                 |
| 45         | Jeff Hardy bat The Pope par tombé dans un match simple                                                                | 3 août 2012     | House Show Enid                      | 7 pts                 |
| 46         | James Storm bat Chris Daniels par tombé dans un match simple                                                          | 3 août 2012     | House Show Enid                      | 7 pts                 |
| 47         | James Storm bat The Pope par tombé dans un match simple                                                               | 4 août 2012     | House Show Oklahoma City             | 7 pts                 |
| 48         | Chris Daniels bat The Pope par tombé dans un match simple                                                             | 5 août 2012     | House Show Tulsa                     | 7 pts                 |
| 49         | Samoa Joe bat Chris Daniels par tombé dans un match simple                                                            | 8 août 2012     | Xplosion                             | 7 pts                 |
| 50         | RVD bat Magnus par tombé dans un match simple                                                                         | 9 août 2012     | Impact Wrestling                     | 7 pts                 |
| 51         | Kurt Angle bat AJ Styles par tombé dans un match simple                                                               | 9 août 2012     | Impact Wrestling                     | 7 pts                 |
| 52         | Bully Ray bat James Storm par tombé dans un match simple                                                              | 9 août 2012     | Impact Wrestling                     | 7 pts                 |
| 53         | RVD bat Magnus et Mr Anderson par tombé dans un Three Way Falls Count Anywhere Match                                  | 12 août 2012    | Hardcore Justice (2012)              | 20 pts                |
| 54         | Bully Ray bat James Storm, Jeff Hardy et Robbie E dans un Four Way Tables Match                                       | 12 août 2012    | Hardcore Justice (2012)              | 20 pts                |
| 55         | AJ Styles bat Chris Daniels, Kurt Angle et Samoa Joe dans un Ladder For Way Match                                     | 12 août 2012    | Hardcore Justice (2012)              | 20 pts                |
| 56         | Magnus bat Robbie E par tombé dans un match simple                                                                    | 15 août 2012    | Xplosion                             | 7 pts                 |
| 57         | Samoa Joe bat Magnus par tombé dans un match simple                                                                   | 16 août 2012    | Impact Wrestling                     | 7 pts                 |
| 58         | AJ Styles bat Chris Daniels par tombé dans un match simple                                                            | 16 août 2012    | Impact Wrestling                     | 7 pts                 |
| 59         | Jeff Hardy bat Bully Ray par tombé dans un match simple                                                               | 16 août 2012    | Impact Wrestling                     | 7 pts                 |
| 60         | AJ Styles bat Rob Van Dam par tombé dans un match simple                                                              | 17 août 2012    | House show Spencer                   | 7 pts                 |
| 61         | Robbie E bat RVD et AJ Styles par tombésur RVD dans un Triple Threat Match                                            | 23 août 2012    | Impact Wrestling                     | 7 pts                 |
| 62         | Mr Anderson bat Bully Ray par tombé dans un match simple                                                              | 23 août 2012    | Impact Wrestling                     | 7 pts                 |

## Demi-finale et Finale
Ces trois matchs sont les derniers des BFG Series 2012 qui ont eu lieu à No Surrender 2012. Jeff Hardy est le gagnant des Bound for Glory Series 2012 en échappant a une fin controversée à cause des Aces & Eight.
| # de match    | Matchs                    |
| ------------- | ------------------------- |
| Demi-finale 1 | Jeff Hardy bat Samoa Joe  |
| Demi-finale 2 | Bully Ray bat James Storm |
| Finale        | Jeff Hardy bat Bully Ray  |

## Classement
| Place | Participants        | Points         | Nombre de Matchs |
| ----- | ------------------- | -------------- | ---------------- |
| 1     | Jeff Hardy          | vainqueur      | 11               |
| 2     | Bully Ray           | demi finaliste | 10               |
| 3     | James Storm         | troisième      | 9                |
| 4     | Samoa Joe           | quatrième      | 10               |
| 5     | Kurt Angle          | 48             | 10               |
| 6     | A.J Styles          | 48             | 11               |
| 7     | Mr Anderson         | 47             | 12               |
| 8     | Christopher Daniels | 42             | 10               |
| 9     | Magnus              | 33             | 12               |
| 10    | Robbie E            | 28             | 12               |
| 11    | The Pope            | 7              | 8                |
| 12    | Blessé              |                |                  |